# 지크마링겐

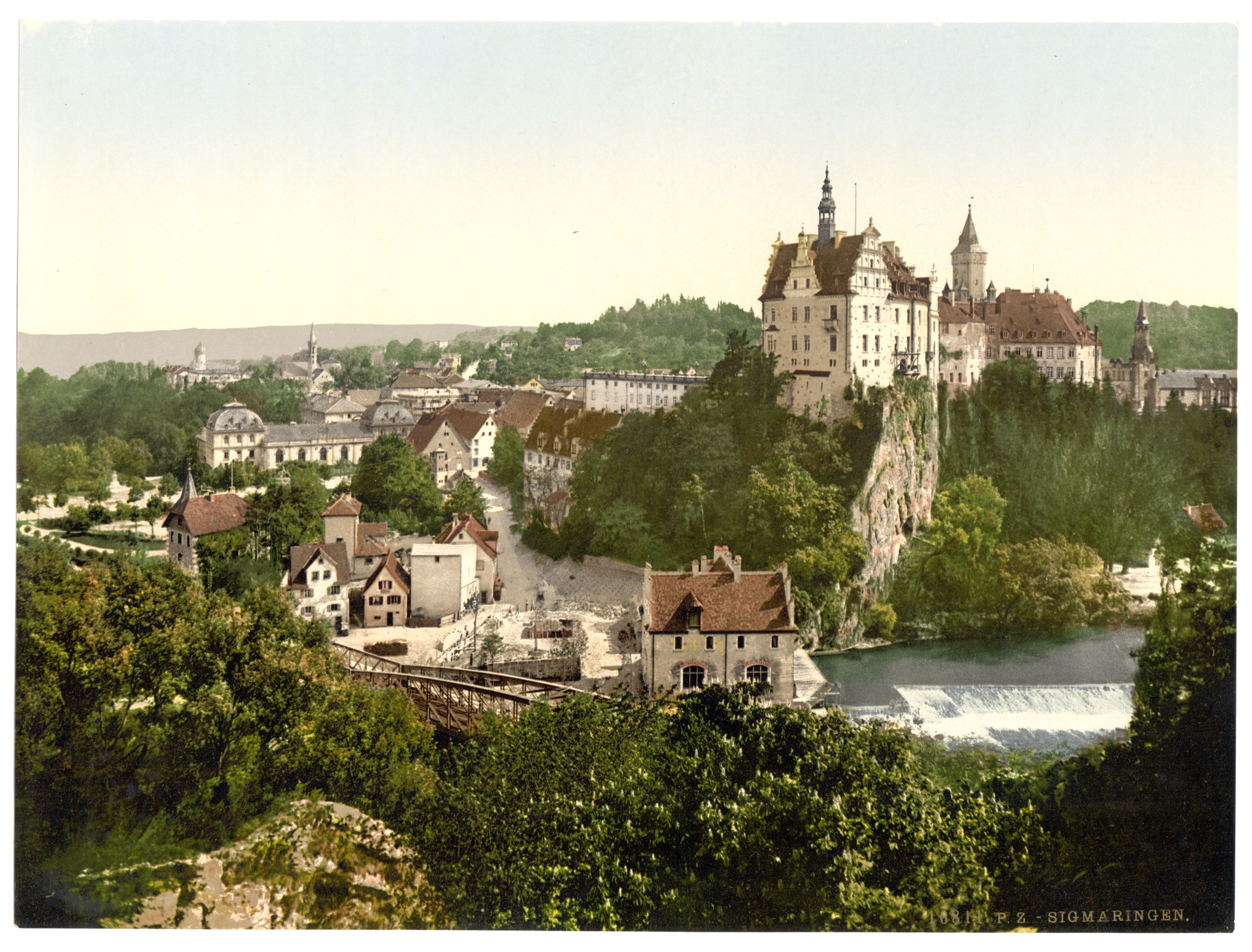
지크마링겐 성

지크마링겐(독일어: Sigmaringen)은 독일 바덴뷔르템베르크주에 위치한 도시로 면적은 92.85km2, 높이는 580m, 인구는 18,271명(2015년 12월 31일 기준), 인구 밀도는 200명/km2이다. 보덴호에서 약 40km 정도 떨어진 곳에 위치한다.
구석기 시대에 마을이 형성되었으며 1077년 문헌에 처음으로 등장했다. 30년 전쟁이 진행 중이던 1632년에는 스웨덴 군대에 점령되기도 했다. 1806년부터 1849년까지 호엔촐레른가의 중심 도시로 남아 있었고 1850년에는 프로이센에 편입되었다.

시 문장